# EN 60601-2-24
Die EN 60601-2-24 mit dem Titel „Medizinische elektrische Geräte – Teil 2-24: Besondere Festlegungen für die Sicherheit von Infusionspumpen und Infusionsreglern“ ist Teil der Normenreihe EN 60601.
Herausgeber der DIN-Norm DIN EN 60601-2-24 ist das Deutsche Institut für Normung.
Die Norm basiert auf der internationalen Fassung IEC 60601-2-24. Im Rahmen des VDE-Normenwerks ist die Norm als VDE 0750-2-24 klassifiziert, siehe DIN-VDE-Normen Teil 7.
Diese Ergänzungsnorm regelt allgemeine Festlegungen für die Sicherheit, Prüfungen und Richtlinien von Infusionspumpen und Infusionsreglern.

## Gültigkeit
Die deutsche Ausgabe 2.1999 ist ab ihrem Erscheinungsdatum als Deutsche Norm angenommen.
- Die aktuelle Fassung (2.1999) ist korrespondierend mit der 2. Ausgabe der DIN EN 60601-1 anzuwenden.
- Es wurde im September 2009 ein Entwurf zur Anwendung mit der 3. Ausgabe der DIN EN 60601-1 veröffentlicht.

## Anwendungsbereich
Diese Besonderen Festlegungen legen Anforderungen für die Sicherheit von Infusionspumpen, Infusionsreglern, Spritzenpumpen und Infusionspumpen für ambulante Anwendungen fest. Diese Produkte sind für die Anwendung durch medizinisches Personal und Heim-Patienten unter medizinischer Anleitung bestimmt.
Die Norm gilt nicht für folgende Bereiche:
- spezielle Anwendung für diagnostische und ähnliche Zwecke (z. B. Angiographie oder andere Pumpen, die unter ständiger Überwachung durch den Anwender stehen);
- enterale Ernährung;
- extrakorporale Zirkulation von Blut;
- Implantate oder Einmalprodukte;
- Geräte für diagnostischen Einsatz während urologischer Untersuchungen (Messungen des Druck/Volumen-Verhältnisses, während die Harnblase über einen Katheter mit Wasser gefüllt wird);
- Geräte für diagnostischen Einsatz während Untersuchungen zur männlichen Impotenz (Messungen der infundierten Flüssigkeitsmenge, die nötig ist, ein vorgegebenes Druckniveau für die Auslösung der penilen Erektion zu erzeugen: Cavernosometrie, Cavernosografie).

## Zusatzinformation
Folgende geänderte Anforderungen sind in der EN 60601-2-24 enthalten (Auszug):
- Mechanische Gefährdungen (Schwingungen)
- Elektromagnetische Verträglichkeit (EMV)
- Reinigung
- Genauigkeit der Betriebsdaten
- Konstruktion